# Museum der Geschichte der antiken Olympischen Spiele

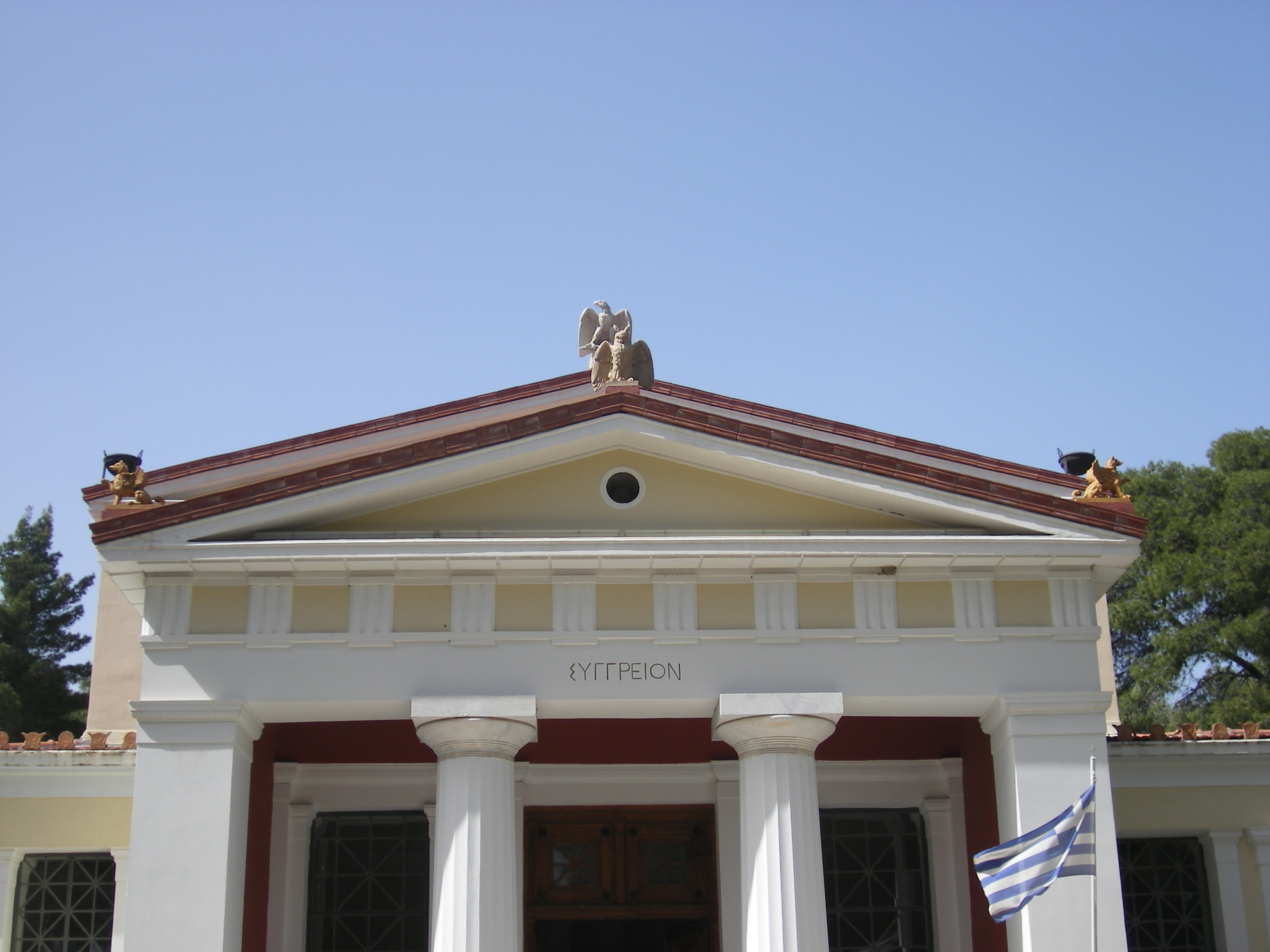
Museum der Geschichte der antiken Olympischen Spiele in Olympia

Das Museum der Geschichte der antiken Olympischen Spiele (griechisch Μουσείο της Ιστορίας των Ολυμπιακών Αγώνων της Αρχαιότητας, Mousio tis Istorías ton Olympikón Agónon tis Archeótitas) in Olympia in Griechenland, dessen Gebäude auch als Altes Archäologisches Museum oder als Syngreion (griechisch Συγγρείον) bezeichnet wird, zeigt 463 Objekte (oft Kopien aus Museen in Griechenland und dem Rest der Welt), die die Geschichte der antiken Olympischen Spiele und des Sports in der Antike bis zum fünften Jahrhundert n. Chr. erläutern.

## Museumsgebäude
Das klassizistische Gebäude des Museums wurde von den deutschen Architekten Friedrich Adler und Wilhelm Dörpfeld entworfen, deren Namen mit den im Jahr 1875 begonnenen Ausgrabungen in Olympia verbunden waren. Der Bau wurde mit durch eine Spende des Mäzens Andreas Syngros, zu dessen Ehren er „Syngreion“ genannt wurde, ermöglicht und im Jahr 1888 fertiggestellt. Das Gebäude beherrscht einen Hügel etwa 400 Meter nordwestlich der Altis, jenseits der Brücke über den Kladeos. Es beherbergte bis Ende der 1970er Jahre das Archäologische Museum Olympia. In der zentralen Halle waren die Skulpturen des Ost- und Westgiebels des Zeustempels und die Metopen, in der Halle standen ferner die Statuen der Nike des Paionios und des Hermes des Praxiteles. Die restlichen Säle beherbergten verschiedene Funde aus dem Heiligtum wie Bronzen und Skulpturen.
Das alte Museumsgebäude wurde von den Erdbeben, die die Region im Jahr 1954 erschütterten, schwer beschädigt. Inzwischen hatten die laufenden Ausgrabungen des Deutschen Archäologischen Instituts in der Altis eine solche Fülle neuer Funde erbracht, dass diese keinen Platz mehr fanden. Daher war der Bau eines neuen Museums in Olympia notwendig. Nach dem Bau des neuen Archäologischen Museums blieb das Alte Museum für Jahre geschlossen. Es verblieben nur Abgüsse der Giebelskulpturen, die Nike von Paionios (bis zu deren Aufstellung im Neuen Museum im Jahre 1994) und der kolossale Torso des Augustus, der jetzt in der Säulenhalle des Archäologischen Museums steht. Die anderen Bereiche des alten Museums wurden als Lagerräume und Werkstätten genutzt.
Die Restaurierung und Instandsetzung des unter Denkmalschutz stehenden Gebäudes wurde seit Anfang der 1980er Jahre geplant, mit ihrer Verwirklichung aber erst 1999 anlässlich der Olympischen Spiele in Athen im Jahr 2004 begonnen. Die Restaurierungsarbeiten wurden 2003 abgeschlossen und in der Folge wurde die Ausstellung über die Geschichte der Olympischen Spiele der Antike von interdisziplinären Teams des Kulturministeriums ins Werk gesetzt. Die Ausstellung wurde am 24. März 2004 eröffnet.

## Die Ausstellung
Die Ausstellung zeigt die Geschichte der Spiele von der Ur- und Frühgeschichte bis zum Ende der Antike. Die große zentrale Halle ist den Olympischen Spielen gewidmet, während die hinteren zwei Räume mit Funden aus anderen Heiligtümern der Antike (Delphi, Nemea, Athen) eine knappe Präsentation der anderen Panhellenischen Spiele, der Pythischen, Nemeischen, Isthmischen Spiele und der Panathenäen bieten.

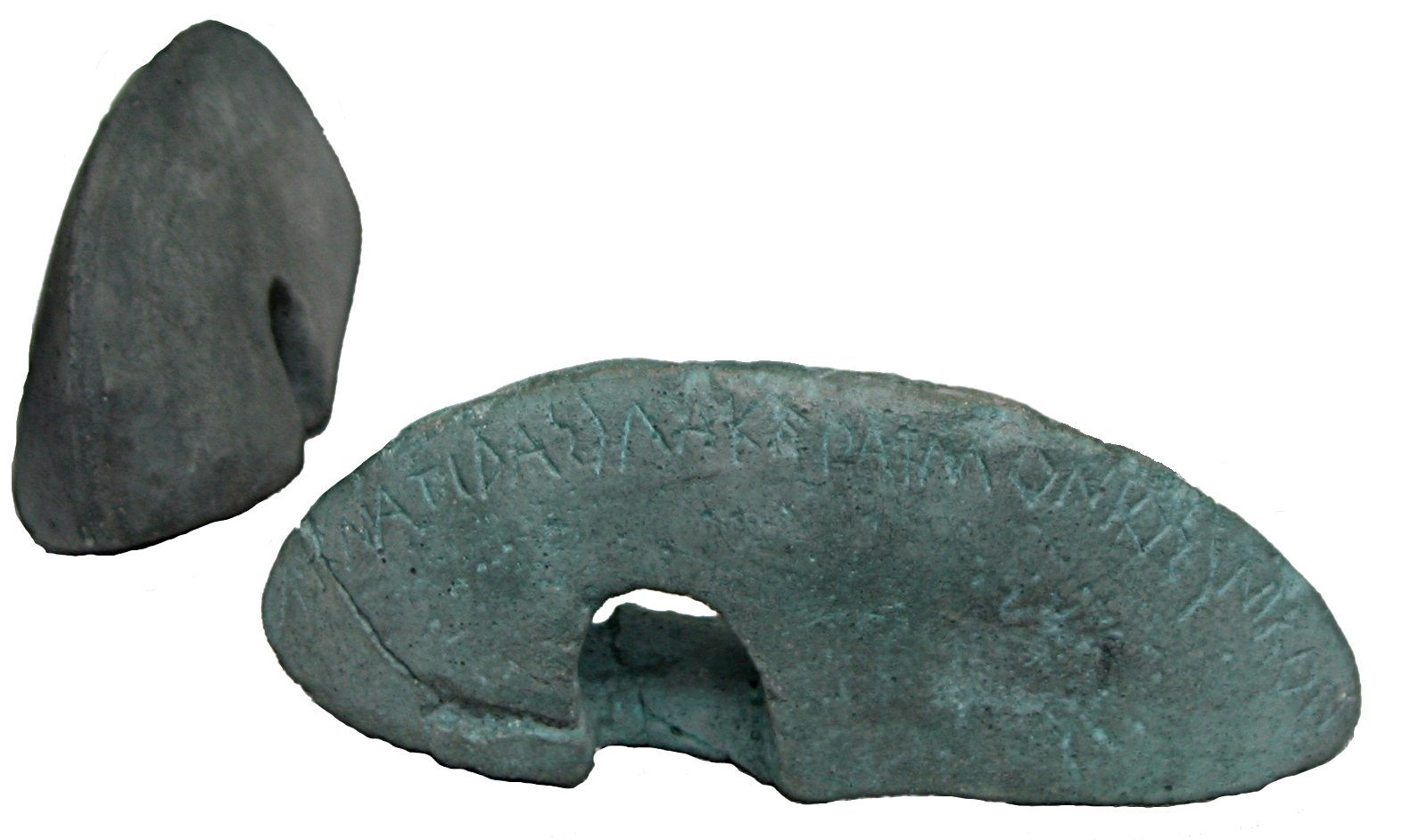
Sprunggewichte des Akmatidas

Mit 463 antiken Ausstellungsobjekten stellt das Museum die Geschichte der Olympischen Spiele der Antike, die Entstehung des Sports in Griechenland und die anderen Panhellenischen Spiele sowie die Panathenäen dar. Die Exponate stammen aus der Zeit vom zweiten Jahrtausend v. Chr. bis ins 5. Jahrhundert. Einen besonderen Platz nehmen geometrische Idole, Inschriften, Skulpturen, Keramiken mit Darstellungen von Wettkämpfen, der Stein von Vivona und die Statuenbasis des Polydamas von Skotoussa, ein Werk des großen Bildhauers Lysippos, und die Sprunggewichte des Akmatidas ein.
Die Ausstellung ist thematisch gegliedert. Sie besteht aus 14 Bereichen.

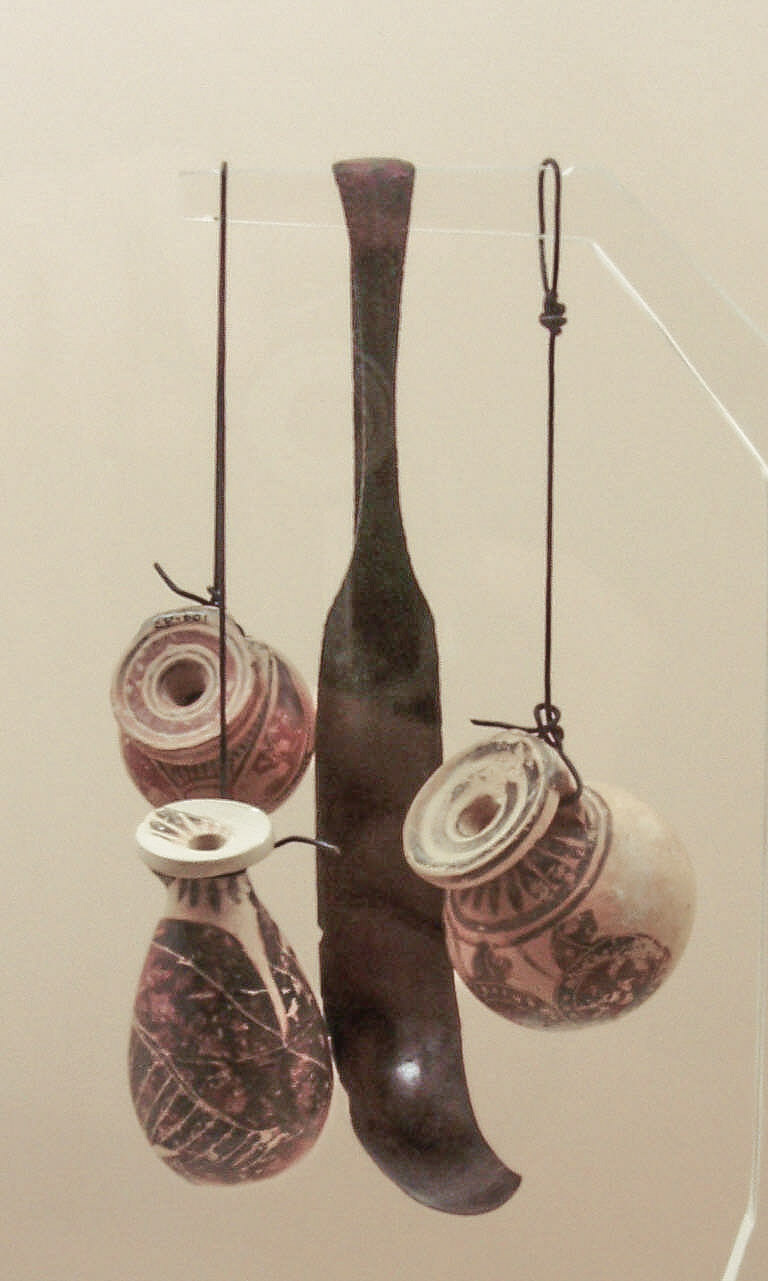
Ausrüstung der Ringer (Strigilis und Ölfläschchen)

- Die Entstehung des Sports in Griechenland wird anhand von Kleinfunden und Keramik aus minoischer und mykenischer Zeit dargestellt.

- Herakles, einer der mythischen Gründer der Olympischen Spiele, wird durch Exponate vorgestellt.

- Die Präsentation des Zeusheiligtums von Olympia in den frühen historischen Zeiten, als die Spiele als Panhellenische Spiele veranstaltet wurden, erfolgt durch die ersten Wagenlenker-Figuren der Epoche und durch Dreifüße, die ersten wertvollen Opfergaben für Zeus.

- Die Organisation der Spiele wird durch Stein- und Bronze-Inschriften aus Olympia gezeigt, die wichtige Hinweise über die für die Organisation Verantwortlichen geben.

- Hanteln, Schaber (Strigilis), Keramik, Reliefdarstellungen von Athleten zeigen den Abschnitt der Vorbereitung der Athleten.

- Im Bereich „Frauen und Sport“ wird die Statuenbasis der Opfergabe der Kyniska aus Sparta gezeigt, der ersten Frau, die für den Sieg ihrer Pferde beim Wagenrennen als Olympiasiegerin gekrönt wurde, während die Statuenbasis des Damagetos und des Dorieus, der Söhne des großen Olympiasiegers Diagoras von Rhodos, auf die berühmte Episode der Kallipatira verweisen.

## Sonstiges
Am 17. Februar 2012 wurde auf das Museum ein bewaffneter Raubüberfall begangen, bei dem zahlreiche Ausstellungsstücke entwendet wurden. Der Diebstahl konnte jedoch im November 2012 aufgeklärt werden, die Stücke wurden sichergestellt.